# レオポルト・シュミュッツラー

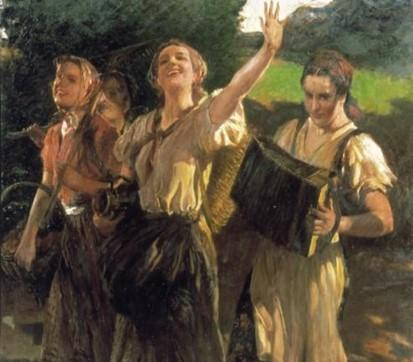
「労働する女性の帰還」

レオポルト・シュミュッツラー（Leopold Schmutzler、1864年3月29日 - 1940年6月20日）はオーストリアの画家である。主にドイツで活動し、写実的な人物画で人気があった。晩年はナチス（国家社会主義ドイツ労働者党）の理念に共感するような絵画を描いた。

## 略歴
当時オーストリア領であったミース（現在のチェコのストジーブロ:Stříbro）に生まれた。父親は馬具商で旅館の主人であった。初めオーストリア海軍に入りプーラの海軍軍楽隊に入る事を望んだが、視力が悪く断念した。1880年からウィーン美術アカデミーでアイゼンメンジャー(August Eisenmenger)、クリスティアン・グリーペンケール(Christian Griepenkerl)、レオポルト・カール・ミュラーに学んだ。1882年からミュンヘン美術院でザイツ(Otto Seitz)に学んだ 。ミュンヘンで画家とした活動し絵入り週刊誌「Über land und Meer」などに作品を発表した。画家として成功せず一旦、ミースに戻ったが1895年からミュンヘンで活動を再開した。
1900年頃になって、人物画家として人気を得た。写実的で装飾的な女性像を描いた。「サロメ」を演じる女優のリリー・マーベルグを描いた作品などが知られる。またバイエルンの王族の肖像画も描いた。
1930年代になって、ナチスの行動に共鳴し、ナチスの「血と土」思想の宣伝活動に適応した一連の作品を制作し、1940年のミュンヘンのハウス・デア・クンストで開かれた大ドイツ美術展覧会 (Grosse Deutsche. Kunstausstellung)に「労働する女性の帰還」を出展し、7000レンテンマルクで州政府に買い上げられた。 

1940年にミュンヘンで76歳で没した。

## 作品

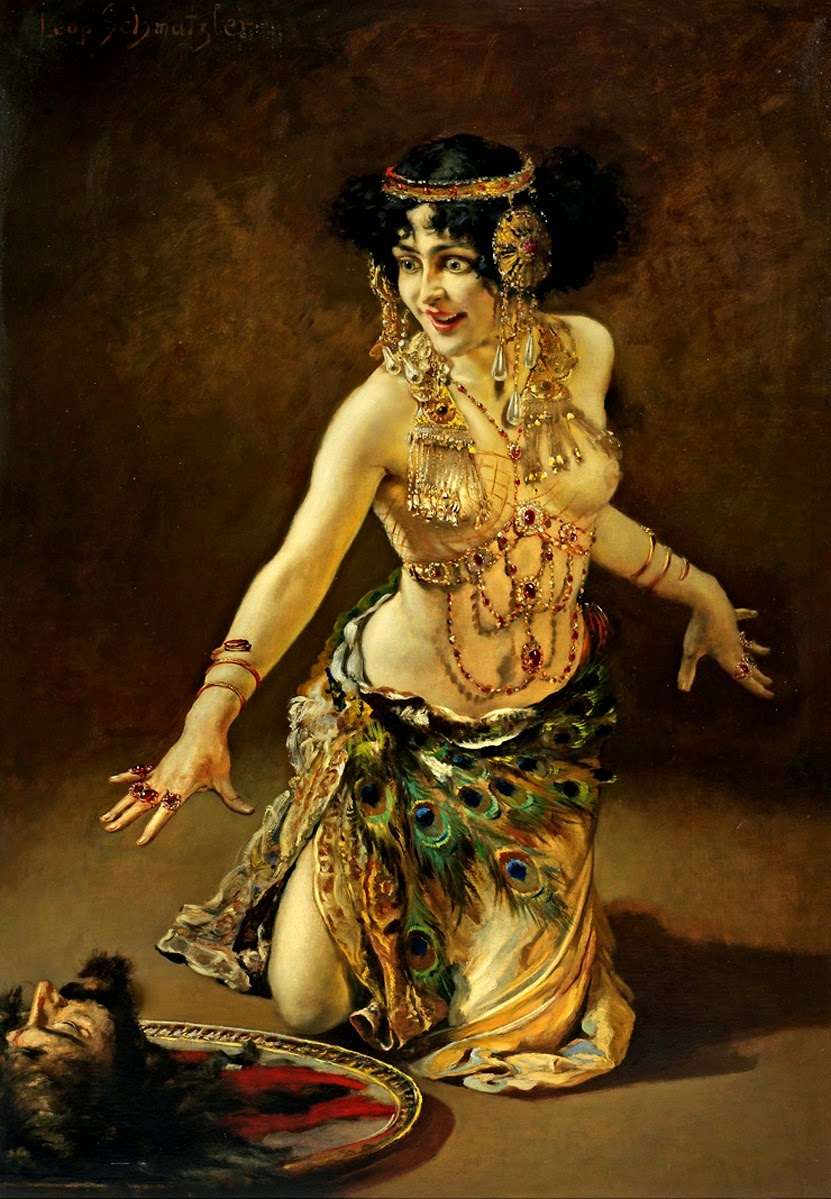
「サロメを演じるリリー・マーベルグ」
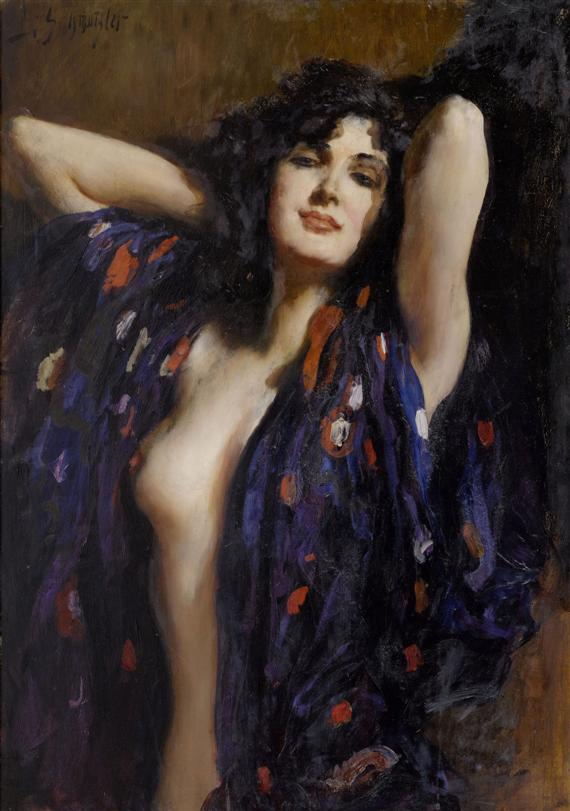
ジプシー
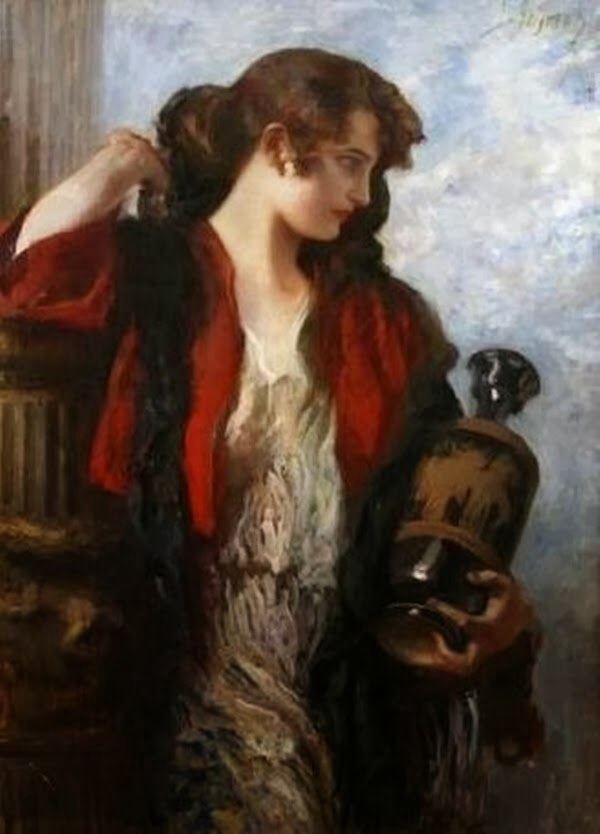
女性像
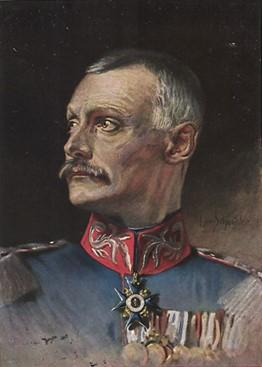
バイエルン王太子ループレヒト